# Declaración Welles

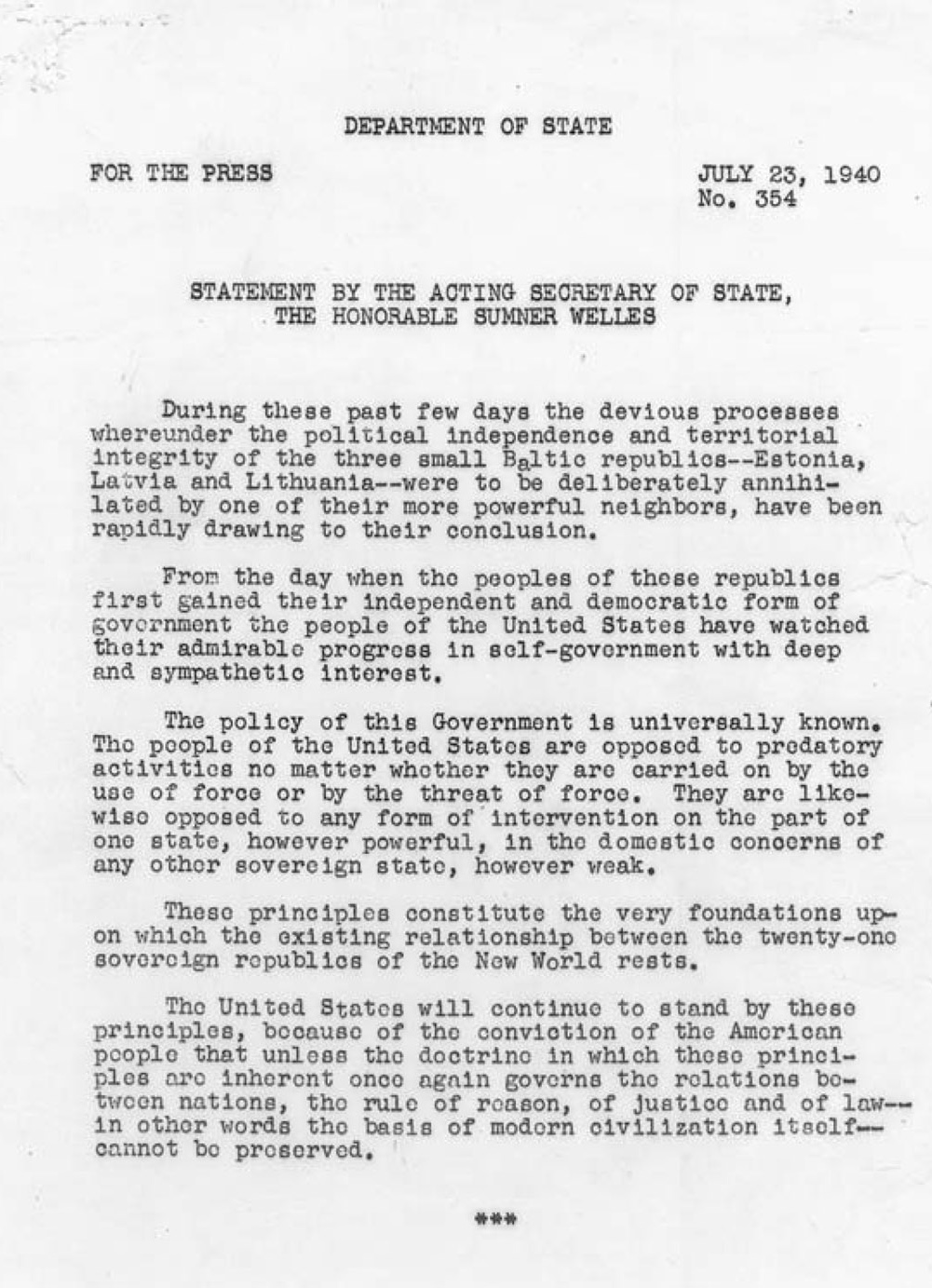
Declaración Welles, 23 de julio de 1940.

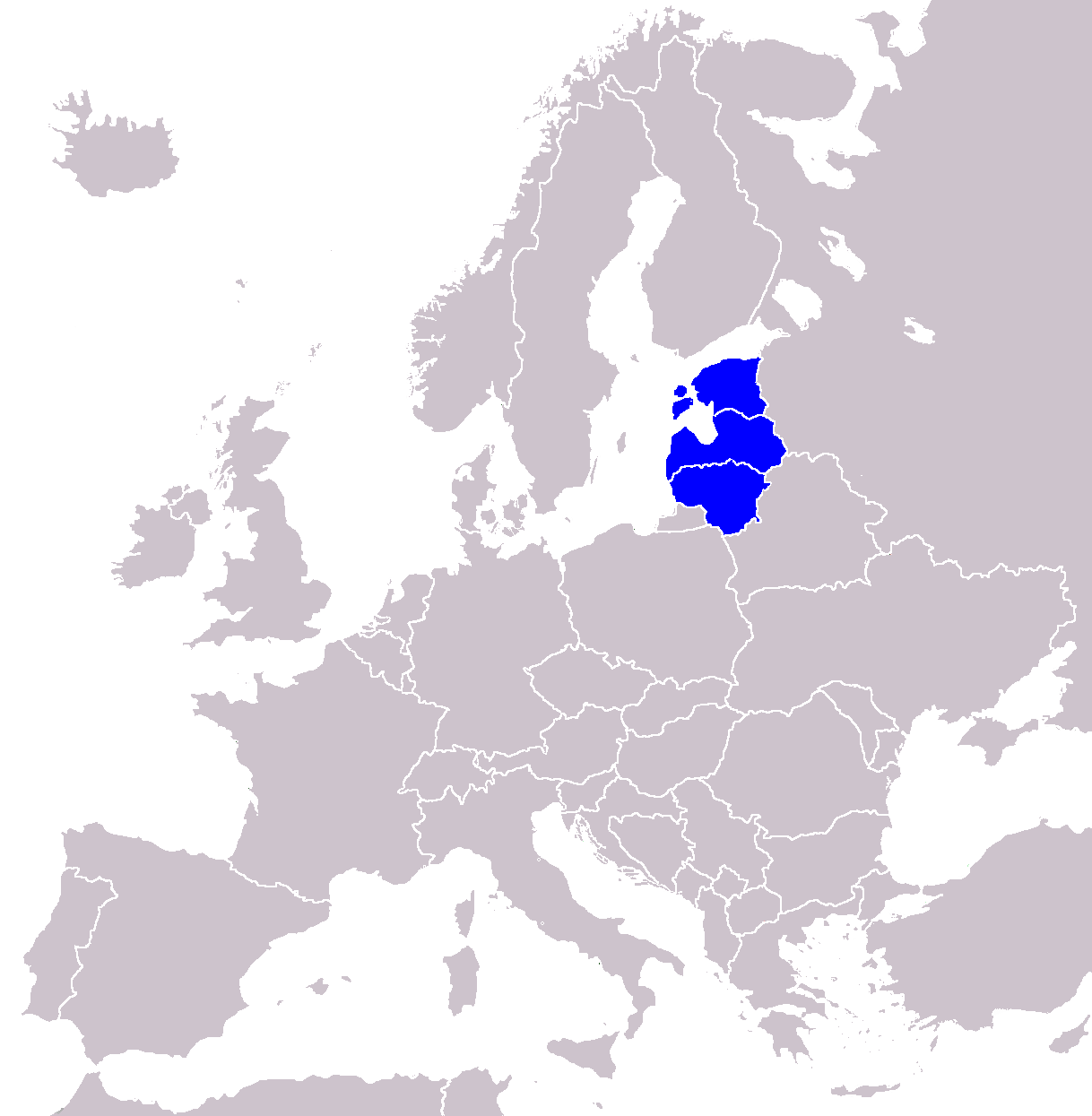
Los Estados bálticos en la actualidad.

La Declaración Welles, emitida el 23 de julio de 1940 por el subsecretario de Estado de los Estados Unidos Sumner Welles, entonces actuando como Secretario de Estado, condenó lo que los Estados Unidos consideraba como la ocupación de los Estados bálticos (Estonia, Letonia, Lituania) por parte de la Unión Soviética e inició su rechazo a reconocer la legitimidad del dominio soviético sobre estos tres Estados. Se trató de una aplicación de la doctrina Stimson al tema báltico. La Declaración era consistente con la actitud de Franklin D. Roosevelt hacia la expansión territorial y reflejaba las visiones expresadas por los niveles más altos de la administración Roosevelt.
A fines del siglo XVIII e inicios del siglo XIX, el Imperio ruso controlaba las regiones que, en la actualidad, ocupan los tres Estados bálticos. Más tarde, los movimientos nacionalistas de la región ganaron fuerza y cada país se declaró independiente en vísperas de la Primera Guerra Mundial. Todos estos Estados fueron reconocidos por la Sociedad de Naciones a inicios de los años 1920. Si bien la región tuvo poca importancia estratégica para Estados Unidos, varios miembros del Departamento de Estado de los Estados Unidos establecieron relaciones allí. Tras el estallido de la Segunda Guerra Mundial y la cadena de victorias nazis, la Unión Soviética entró en una serie de ultimátums y acciones que terminaron con la anexión de los países bálticos durante el verano de 1940. Estados Unidos y el Reino Unido anticiparon su futura participación en la guerra, pero el aislacionismo estadounidense y una posible alianza británico-soviética los disuadieron de llevar a cabo una confrontación abierta sobre los países bálticos. Welles, interesado en la planificación de las fronteras posteriores a la guerra, había sido autorizado por Roosevelt para emitir declaraciones públicas más sólidas que adelantaran una tendencia hacia una mayor intervención. Loy Henderson y otros funcionarios del Departamento de Estado familiarizados con la zona mantuvieron a la administración informada sobre los desenvolvimientos allí y Henderson, Welles y Roosevelt trabajaron de manera coordinada para redactar la declaración. 
La Declaración Welles estableció que Estados Unidos no reconocería la anexión de los Estados bálticos por un período de cinco décadas. El documento tuvo un significado crucial para la política estadounidense general hacia Europa en el año crítico de 1940. Si bien los Estados Unidos no comprometieron el dominio militar de la Unión Soviética en la región, la Declaración permitió a los Estados bálticos mantener misiones diplomáticas independientes y la Orden Ejecutiva 8484 protegió los activos financieros bálticos. Su contenido fue respaldado por posteriores presidentes estadounidenses y resoluciones del Congreso de Estados Unidos. Los Estados bálticos volvieron a establecer su independencia en 1990 con la caída del bloque soviético.

## Antecedentes

### sigloXIXe inicios delsigloXX
La región entera estuvo controlada por el Imperio ruso durante el siglo XIX. La Edad del Despertar Estonia, el Despertar Nacional Letón y el Resurgimiento nacional lituano fueron períodos históricos en los cuales los pueblos bálticos expresaron sus deseos nacionalistas de crear Estados independientes. Después de la Primera Guerra Mundial, los tres Estados declararon su independencia: Lituania restableció su independencia el 16 de febrero de 1918, Estonia hizo lo propio el 24 de febrero de 1918 y Letonia se independizó el 18 de noviembre de 1918. Los países bálticos a menudo eran vistos como un grupo unificado, a pesar de sus diferencias en idiomas e historias. Lituania fue reconocida como un Estado en 1253, Letonia surgió a partir de la Gobernación de Livonia y Estonia emergió de los territorios en poder de la Confederación Livona y del Imperio sueco. Los tres Estados fueron admitidos en la Sociedad de Naciones en 1921.
Estados Unidos había concedido reconocimiento total de iure para los tres Estados bálticos en julio de 1922. Los reconocimientos fueron otorgados durante el cambio del Gobierno demócrata de Woodrow Wilson al Gobierno republicano de Warren Harding. Si bien Estados Unidos no patrocinó ninguna iniciativa política o económica significativa en la región durante el período de entreguerras y sus gobiernos no consideraron que los Estados fueran estratégicamente importantes, mantuvieron relaciones diplomáticas normales con ellos. Estados Unidos había sufrido más de 100.000 bajas durante la Primera Guerra Mundial y seguía desde entonces una política aislacionista, determinado a evitar cualquier participación en futuros conflictos europeos; sin embargo, en 1932, el secretario de Estado de los Estados Unidos Henry L. Stimson criticó formalmente la invasión japonesa de Manchuria y la resultante doctrina Stimson serviría de base para la Declaración Welles.

### Estallido de la Segunda Guerra Mundial

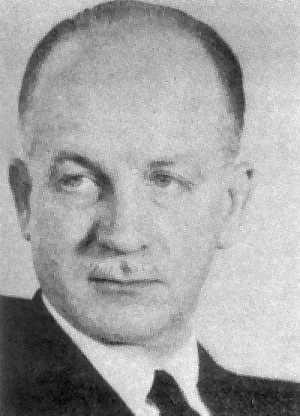
Sumner Welles, actuando como secretario de Estado de los Estados Unidos, en julio de 1940.

La situación cambió después del estallido de la Segunda Guerra Mundial. Polonia fue invadida en septiembre de 1939. El Reino Unido se involucró y una serie de victorias nazis en Dinamarca, Noruega y los Países Bajos durante la primavera de 1940 fue alarmante. El Reino Unido estaba claramente amenazado y sus dirigentes discutían la posibilidad de una alianza con la Unión Soviética.
Bajo estas circunstancias, una confrontación británica directa sobre el tema báltico era difícil. Roosevelt no quería llevar a Estados Unidos a la guerra; su Discurso de Cuarentena de 1937, en que denunció la agresión de Italia y Japón, tuvo respuestas mixtas. En este sentido, Welles se sintió más libre ante los problemas fronterizos de la posguerra y la creación de un órgano internacional liderado por Estados Unidos que pudiera intervenir en tales disputas. Roosevelt vio las declaraciones públicas más fuertes de Welles como experimentos que pondrían a prueba el ánimo del público con respecto a la política exterior estadounidense.
El protocolo secreto contenido en el Pacto Ribbentrop-Mólotov de 1939 entre la Alemania Nazi y la Unión Soviética había relegado a Estonia, Letonia y Lituania a la esfera de influencia soviética. Durante el curso de fines de 1939 y principios de 1940, la Unión Soviética emitió una serie de ultimátums a los gobiernos bálticos que finalmente llevaron a la anexión completa de los Estados (en torno a la misma época, la Unión Soviética estaba ejerciendo una presión similar sobre Finlandia). Alrededor de 30.000 tropas soviéticas ingresaron a los Estados bálticos durante junio de 1940, situación que fue seguida por arrestos de sus líderes y ciudadanos. Se llevaron a cabo elecciones a las «Asambleas populares» en los tres Estados a mediados de julio; los candidatos patrocinados por la Unión Soviética recibieron entre el 92,2% y el 99,2% de los votos. En junio, el embajador John Cooper Wiley del Departamento de Estado envió telegramas cifrados a Washington para informar sobre los desarrollos acaecidos en los países bálticos y estos informes influenciaron en Welles. Estados Unidos respondió con una enmienda del 15 de julio a la Orden Ejecutiva 8389 que congelaba todos los activos de los Estados bálticos, agrupándolos con aquellos de los países ocupados por Alemania. Asimismo, emitió la condenatoria Declaración Welles.

## Formulación

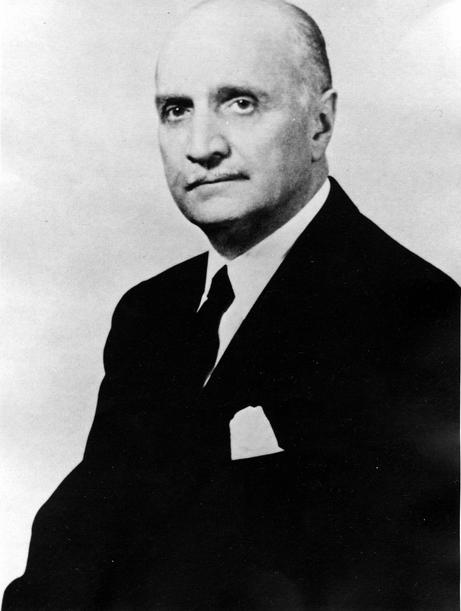
Loy W. Henderson, uno de los autores de la Declaración.

La Declaración Welles fue escrita por Loy W. Henderson en coordinación con Welles y Roosevelt. Welles iba a participar en la creación de la Carta del Atlántico que establecía que los ajustes territoriales debían hacerse en conformidad con los deseos de los pueblos implicados. Se desempeñó como Secretario de Estado durante la enfermedad de Cordell Hull. Henderson, entonces director de la Oficina de Asuntos Europeos del Departamento de Estado, estaba casado con una letona y había abierto la oficina de la Cruz Roja estadounidense en Kaunas, Lituania, después de la Primera Guerra Mundial, y había servido en la división de Europa del Este del Departamento de Estado por 18 años.
En una conversación en la mañana del 23 de julio, Welles pidió a Henderson que preparara una nota de prensa que «expresara simpatía por el pueblo de los Estados bálticos y condena por la acción soviética». Tras revisar el borrador inicial de la declaración, Welles expresó enfáticamente su opinión que no era lo suficientemente fuerte. En presencia de Henderson, Welles llamó a Roosevelt y le leyó el borrador. Roosevelt y Welles estuvieron de acuerdo en que era necesario que fuera más fuerte. Entonces, Welles reformuló varias oraciones y añadió otras que supuestamente habían sido sugeridas por el Presidente. Según Henderson, «el presidente Roosevelt estaba indignado por la manera en la cual la Unión Soviética se había anexado los Estados bálticos y aprobaba personalmente la declaración condenatoria emitida por el subsecretario Welles sobre el tema». La Declaración fue hecha pública y telegrafiada a la embajada de Estados Unidos en Moscú más tarde ese mismo día.

## Texto de la declaración
Durante estos últimos días, el proceso tortuoso, en virtud del cual la independencia política e integridad territorial de las tres pequeñas repúblicas bálticas –Estonia, Letonia y Lituania– iban a ser deliberadamente aniquiladas por uno de sus vecinos más poderosos, ha llegado rápidamente a su final.

Desde el día en que los pueblos de estas repúblicas obtuvieron una forma de gobierno independiente y democrática, el pueblo de Estados Unidos ha visto su admirable progreso en autogobierno con profundo interés y simpatía.
La política de este Gobierno es universalmente conocida. El pueblo de los Estados Unidos se opone a actividades depredadoras, sin importar si estas son llevadas a cabo por el uso de la fuerza o por la amenaza de la fuerza. Está también en contra de cualquier forma de intervención por parte de un Estado, por poderoso que sea, en los asuntos internos de cualquier otro Estado soberano, por muy débil que sea.
Estos principios constituyen los cimientos sobre los cuales descansa la relación existente entre las 21 repúblicas soberanas del Nuevo Mundo.

Los Estados Unidos seguirán apoyando estos principios que habrán de ser la convicción del pueblo estadounidense, a menos que la doctrina en la cual estos principios son inherentes rija una vez más las relaciones entre las naciones, el gobierno de la razón, de la justicia y de la ley -en otras palabras, la base de la propia civilización moderna- no pueda ser preservada.

## Impacto

### Impacto durante la Segunda Guerra Mundial
Welles también anunció que el gobierno de Estados Unidos continuaría reconociendo a los ministros de Asuntos Exteriores de los países bálticos como enviados de gobiernos soberanos. Al mismo tiempo, el Departamento de Estado instruyó a los representantes estadounidenses a retirarse de los países bálticos, para lo cual los «llamó a consultas». En 1940, The New York Times describió la Declaración Welles como «uno de los documentos diplomáticos más excepcionales emitidos por el Departamento de Estado en muchos años».
La Declaración fue una fuente de controversia durante la posterior alianza entre Estados Unidos, Gran Bretaña y la Unión Soviética; sin embargo, Welles la defendió de manera persistente. En una discusión con la prensa, declaró que la Unión Soviética había maniobrado para dar «un olor de legalidad a actos de agresión con el propósito de sentar precedentes». En un memorándum que describía sus conversaciones con el embajador británico E. F. L. Wood en 1942, Welles declaró que hubiera preferido calificar a los plebiscitos que apoyaban las anexiones como «falsos». En abril de 1942, escribió que la anexión fue «[...] no solo indefendible desde todo punto de vista moral, sino también extraordinariamente estúpida», interpretando cualquier concesión en el tema báltico como un precedente que llevaría a futuras luchas fronterizas en el este de Polonia y otras partes.
Como la guerra se intensificó, Roosevelt aceptó la necesidad de asistencia soviética y se resistió a abordar los conflictos territoriales de la posguerra. Durante la Conferencia de Teherán de 1943, aseguró «en broma» a Stalin que cuando las fuerzas soviéticas volvieran a ocupar los países bálticos «no tenía intención de ir a la guerra con la Unión Soviética sobre este punto»; pero, explicó que «la cuestión del referéndum y el derecho de autodeterminación» constituirían un asunto de gran importancia para Estados Unidos. A pesar de su trabajo con los representantes soviéticos a inicios de los años 1940 para promover la alianza, Welles vio la falta de compromiso por parte de Roosevelt y de Churchill como peligrosa.

### Impacto en la posguerra
La Declaración Welles vinculó la política estadounidense hacia los países bálticos con la Doctrina Stimson, que no reconoció las ocupaciones japonesas, alemanas e italianas durante los años 1930. Rompió con las políticas wilsonianas que habían apoyado una presencia fuerte rusa como contrapeso al poder alemán. Durante la Guerra Fría, los Estados Unidos usaron el tema báltico como un punto de influencia en sus relaciones con la Unión Soviética.
Sir Hersch Lauterpacht, un juez de derecho internacional, describió la base de la doctrina de no-reconocimiento como fundada en los principios de ex injuria jus non oritur (latín para "la ley no nace de la injusticia"):

This construction of non-recognition is based on the view that acts contrary to international law are invalid and cannot become a source of legal rights for the wrongdoer. That view applies to international law one of 'the general principles of law recognized by civilized nation.' The principle ex injuria jus non oritur is one of the fundamental maxims of jurisprudence. An illegality cannot, as a rule, become a source of legal right to the wrongdoer.
El fundamento de la denegación del reconocimiento [de la ocupación de los países bálticos] se basa en la opinión de que los actos contrarios al derecho internacional son inválidos y no pueden convertirse en una fuente de derechos legales para el infractor. Esta visión aplica al derecho internacional uno de 'los principios generales del derecho reconocidos por las naciones civilizadas'. El principio ex injuria jus non oritur es una de las máximas fundamentales de la jurisprudencia. Una ilegalidad no puede, por regla general, convertirse en una fuente de derecho legal para el infractor.

Al igual que la Doctrina Stimson, la Declaración Welles fue en gran parte simbólica, aunque ofreció algunos beneficios materiales en conjunción con la Orden Ejecutiva 8484. Así, permitió a los representantes diplomáticos de los países bálticos en otros países financiar sus operaciones y protegió la propiedad de los buques que enarbolaban banderas bálticas. Mediante el establecimiento de la política de no-reconocimiento, fue posible que unas 120.000 personas desplazadas de los países bálticos evitaran la repatriación a la Unión Soviética y abogaran por la independencia de sus países desde el exterior.
La posición estadounidense que sostenía que los Estados bálticos habían sido anexados por la fuerza se mantendría como la postura oficial por los siguientes 51 años. Posteriores presidentes y resoluciones del Congreso de Estados Unidos reafirmaron la esencia de la Declaración. El presidente Dwight D. Eisenhower afirmó el derecho de los Estados bálticos a la independencia en un discurso al Congreso de Estados Unidos el 6 de enero de 1957. Tras confirmar el Acta Final de Helsinki en julio de 1975, la Cámara de Representantes de los Estados Unidos aprobó una resolución por la cual el Acta Final no afectaría la continuidad del reconocimiento estadounidense de la soberanía de los Estados bálticos. El 26 de julio de 1983, en el 61.er aniversario del reconocimiento de iure de los tres países bálticos por Estados Unidos en 1922, el presidente Ronald Reagan volvió a afirmar el reconocimiento de Estados Unidos de la independencia de Estonia, Letonia y Lituania. La declaración fue también leída en las Naciones Unidas. A lo largo de los 51 años que siguieron a los eventos de 1940, todos los mapas y publicaciones oficiales estadounidenses que mencionaban a los Estados bálticos incluyeron una declaración de no-reconocimiento estadounidense de la ocupación soviética.
Los movimientos de independencia durante los años 1980 y 1990 tuvieron éxito y las Naciones Unidas reconocieron a los tres países bálticos en 1991. A lo largo de los años de independencia, los Estados se convirtieron en miembros de la Unión Europea y de la OTAN. El progreso de los Estados bálticos es muchas veces considerado como una de las historias de éxito de la antigua Unión Soviética.